# رادیکال متیل
رادیکال متیل (به انگلیسی: Methyl radical) یک ترکیب شیمیایی با شناسه پاب‌کم ۳۰۳۴۸۱۹ است.